# 佐原パーキングエリア
佐原パーキングエリア（さわらパーキングエリア）は、千葉県香取市大倉にある東関東自動車道のパーキングエリア（PA）である。

## 概要

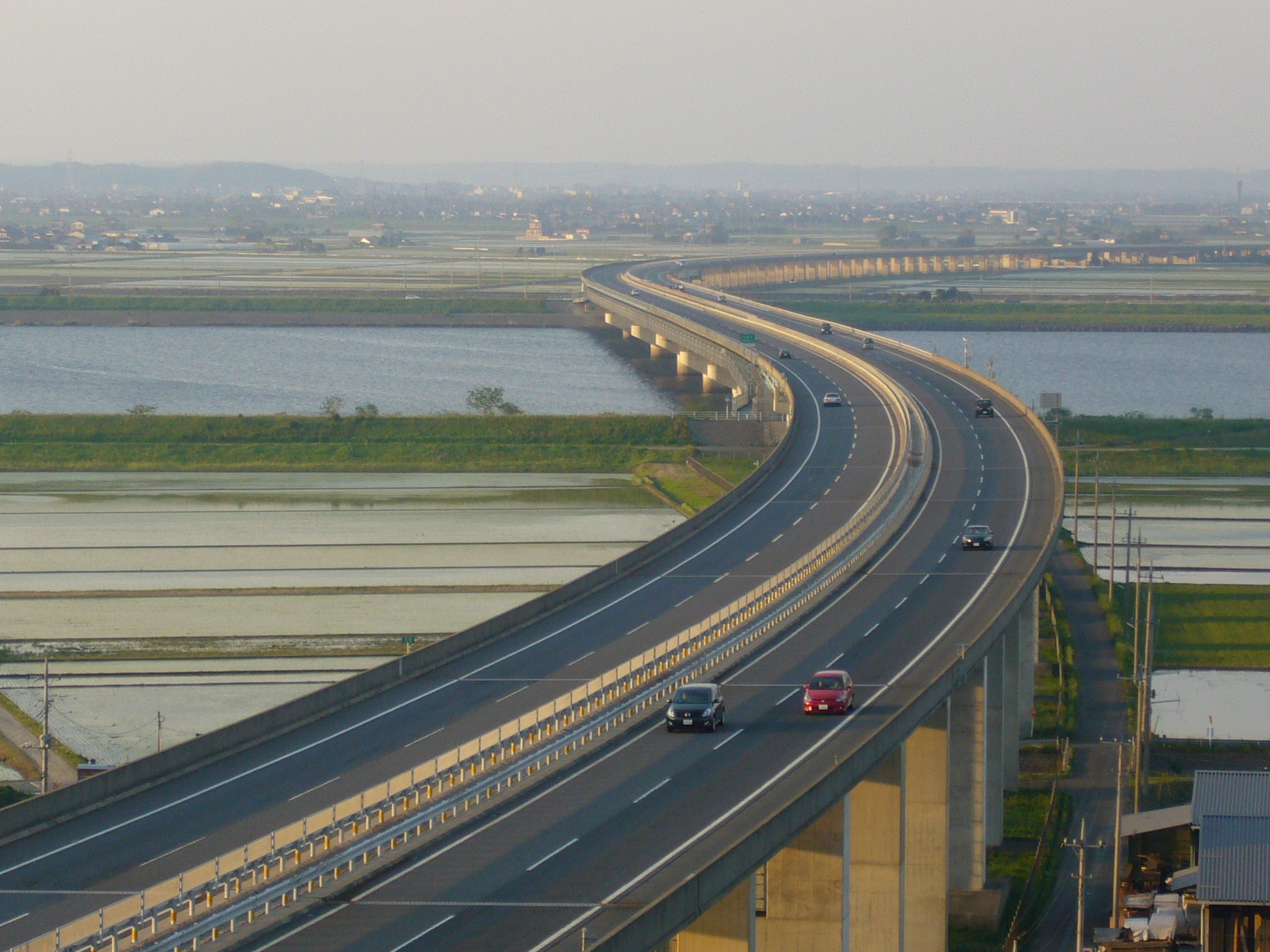
展望台から見た潮来IC方面（利根川）

東関東自動車道は現在、暫定的に最後のICが潮来ICとなっているため、高谷JCTから見て当PAは最後のPAとなっている（尚、この先潮来IC - 鉾田ICの未通区間に行方PAが建設予定）。
2005年（平成17年）9月30日をもって、上り線のスナックコーナーとショッピングコーナーが終了し、無人のPAになった。上り線施設に公園と展望台（詳細下記）が存在する以外は、トイレ・自動販売機・喫煙所のみ存在する簡素なPAとなっている。

## 施設
上り線のパーキングエリアには公園が設置されている。また、利根川を眼下に水郷地域を一望できる展望台が設置されている。2006年（平成18年）には、ちば眺望100景に選定された。

### 上り線（市川方面）
- 管理：東日本高速道路
- 駐車場[1]
  - 大型：12台
  - 小型：23台
  - 身障者用
    - 小型：1台
- トイレ[1]
  - 男性：大2（和式0・洋式2）・小5
  - 女性：5（和式1・洋式4）
  - 身障者用：1
- 自動販売機（24時間）[1]
- 公園
- 展望台

### 下り線（潮来方面）
- 管理：東日本高速道路
- 駐車場[2]
  - 大型：12台
  - 小型：26台
- トイレ[2]
  - 男性：大2（和式0・洋式2）・小5
  - 女性：5（和式1・洋式4）
  - 身障者用：1
- 自動販売機（24時間）[2]

## 隣
E51 東関東自動車道
(12) 佐原香取IC - 佐原PA - (13) 潮来IC